# Koda Kumi Driving Hit's 3
Albums de Kumi Kōda
Dejavu
(2011) Japonesque
(2012)
Remix par Kumi Kōda
Koda Kumi Driving Hit's 2
(2010) Koda Kumi Driving Hit's 4
(2012)
Compilations par Kumi Kōda
Best ~Third Universe~
(2010)
Koda Kumi Driving Hit's 3 est le 3e album remix de Kumi Kōda, sous le label Rhythm Zone, sorti le 4 mai 2011 au Japon. Il arrive 6e à l'Oricon. Il se vend à 16 763 exemplaires la première semaine, il reste classé trois semaines pour un total de 24 732 exemplaires vendus.

## Liste des titres
| 1.  | Can We Go Back (Prog5 Handz-Up Electro Remix)     | 3:11 |
| 2.  | Pop Diva (HOUSE NATION Sunset In Ibiza Remix)     | 3:20 |
| 3.  | Bounce (KOZM Remix)                               | 3:16 |
| 4.  | FREAKY (Caramel Pod Remix)                        | 3:54 |
| 5.  | Driving (ID3 Night Drive Remix)                   | 3:30 |
| 6.  | Moon Crying (GTS SH Club Mix)                     | 6:03 |
| 7.  | Anata Dake ga (World Sketch Remix) (あなただけが) | 7:17 |
| 8.  | Unmei (Shohei Matsumoto Remix) (運命)             | 5:04 |
| 9.  | So Into You (Sunset In Ibiza Remix)               | 4:09 |
| 10. | Lollipop (Pink Chameleons Remix)                  | 4:10 |
| 11. | Chase (Caramel Pod Remix)                         | 3:31 |
| 12. | Physical thing (FUTURE HOUSE UNITED Remix)        | 3:43 |
| 13. | This is not a love song (KOZM[R] Remix)           | 2:14 |
| 14. | Good☆day (JEWEL Remix)                            | 3:16 |
| 15. | M.A.Z.E (UNITED COLORS Remix)                     | 2:52 |
| 16. | With your smile (GROOVEHACKER$ Remix)             | 4:05 |
| 17. | come back (PLUG in LANGUAGE Remix)                | 2:32 |
| 18. | Pop Diva (DJ VIRMAN Remix - FAR EAST MOVEMENT)    | 2:42 |